# 吴周线

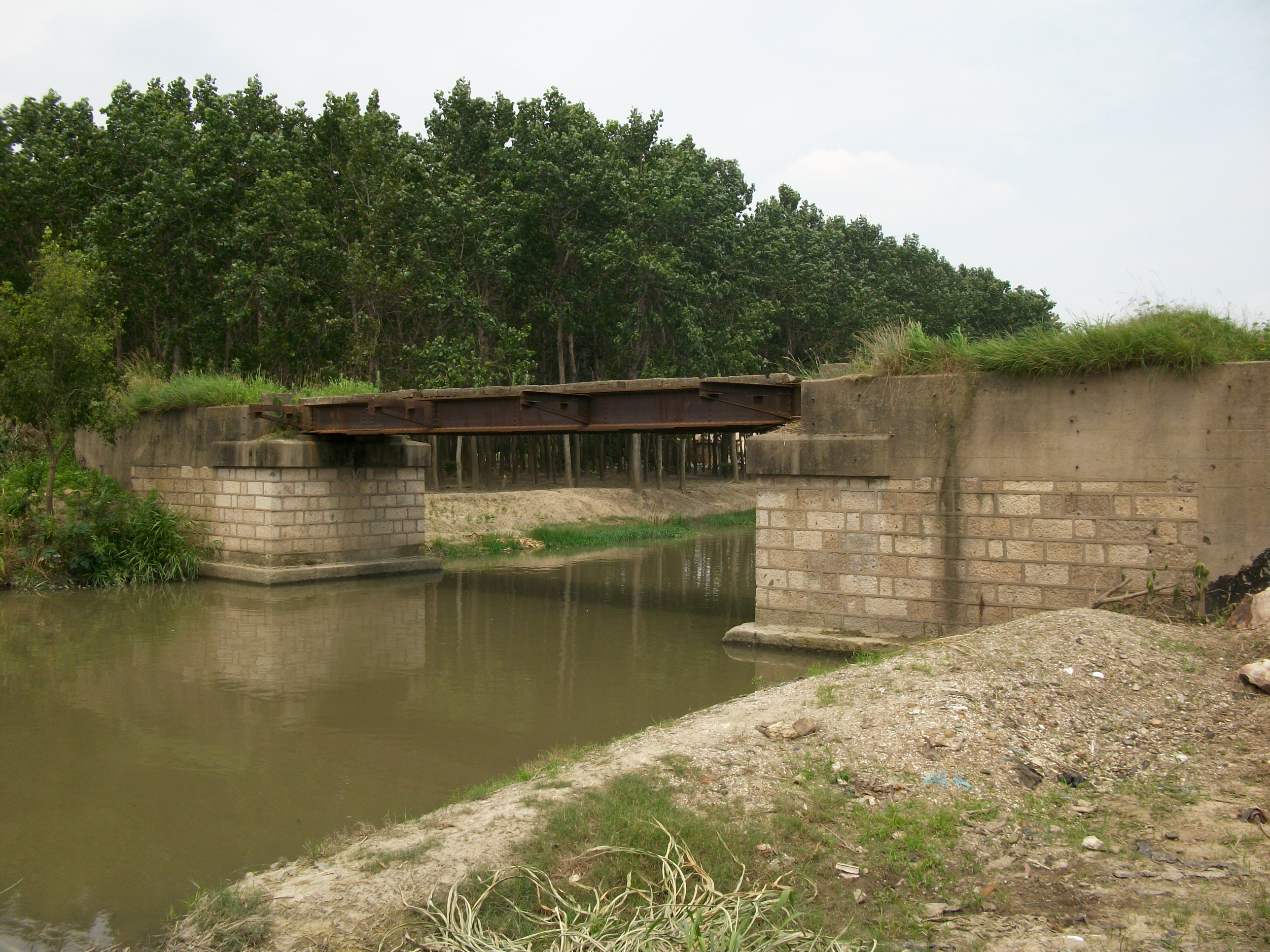
位于浦江镇张行村的吴周铁路桥梁遗蹟。由于浦江郊野公园建设，现已拆除

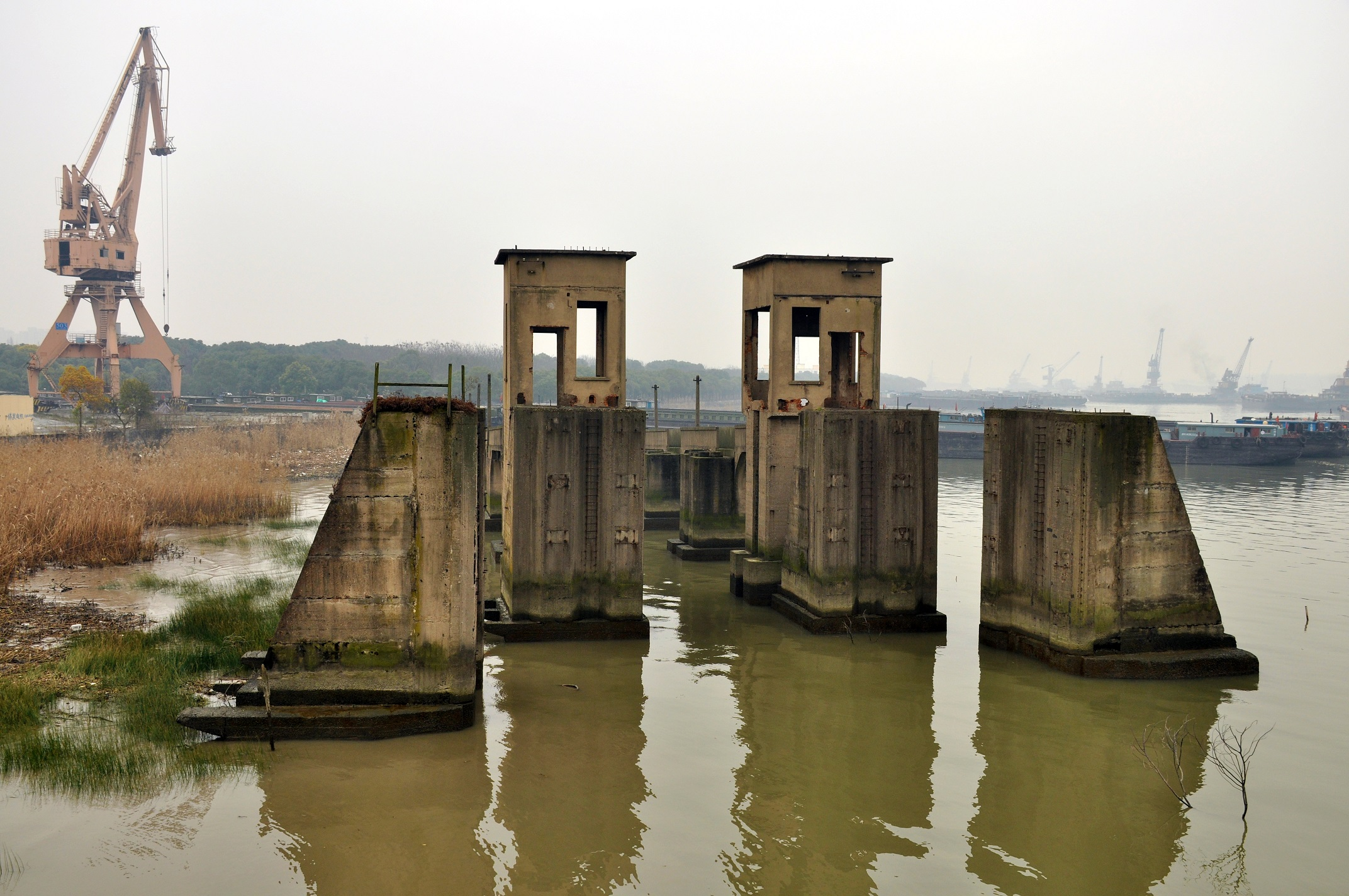
吴周支线杜行火车轮渡栈桥

吴周线也称吴周支线，是曾经连接中国上海市今闵行区吴泾与浦东新区周家渡的一条铁路，承担上海第三钢铁厂的物资运输，也是上海市第一条沟通浦东与浦西的标准轨距铁路。全长20.44千米，于1961年建成。利用吴泾火车轮渡过黄浦江，该轮渡为上海市唯一使用过的火车轮渡。建成后次年停用，只使用了半年。1965年该铁路浦东段被拆除，浦西段后来则改建为上粮七库专用线。

## 概览
线路在浦西从吴泾线分岔向东抵达黄浦江西岸，在吴泾用轮渡渡过黄浦江到达东岸的杜行，浦东一侧在今联民村设置码头；再折向北，沿今浦星公路、济阳路，经三林塘抵达位于周家渡的上钢三厂。标准为I级专用线，为单线铁路，限制坡度为4—6‰，最小曲线半径为600米。线路计划采用38千克/米的钢轨铺设；途中设置淡水、三林塘两个会让站，到发线有效长度为450米。火车渡轮由江南造船厂设计，只考虑渡送货车和有火机车，不渡送客车。渡轮载重为1,100吨。

## 历史

### 沿革
- 1959年9月 线路方案确定[1]
- 1960年1月10日 完成该线的线路及轮渡栈桥施工设计
- 1960年2月 上海铁路局开始该线的施工工作
- 1960年9月 浦西段线路建成
- 1961年3月 浦东段建成并投入运营
- 1961年9月28日 通过验收，交上海铁路局管理
- 1962年5月 全线封闭停用
- 1965年 浦东段线路及轮渡栈桥附属设备开始拆除

### 工程建设
大跃进运动中，1958年至1960年间，上海市各钢铁厂产量猛增。上海第三钢铁厂计划在1960年通过铁路运输物资量高达170万吨，远期更将达到300万吨。另外，浦东地区还有其他重点工厂，需要的铁路运量也十分大，1960年估计为为208万吨，1962年估计为318万吨，1967年估计为506万吨。鉴于这一需要，1959年上海市人民政府决定兴建吴周支线承担相应的物资运输工作，并申请国家出资修建铁路，上海市出资建造火车轮渡。
1960年2月，上海铁路局开始该线的施工工作，期间有上海市家庭妇女和社会青年6,000多人参与了路基土方工程。后来因要贯彻铁道部关于缩短基建战线的指示和支援农业、节约土地的精神，线路施工标准有所修改，停建会让站，并降低了路基高度，缩小了路肩宽度，共节约土方约3万立方米。另外，由于轨道材料供应紧张，浦东段全部改用24千克/米的轻轨铺设，并限制行车速度为15千米/小时，要求机车轴重不能大于KD 5，车辆轴重不能大于60吨。工程总预算为811.49万元，实际完成投资1573.13万元，其中铁道部出资670.63万元，上海市出资902.5万元。线路正线铺轨20.44千米，站线铺轨9.34千米；完成土石方21.85万立方米，建设中小桥梁15座、涵管68座。建设浦西、浦东轮渡栈桥各1座。
轮渡栈桥均为单线4孔12米上承钣梁，活动跳板长度为20米。栈桥间将面宽约600米。结合历史最高、最低水位的4.67米、0.30米，设计最大上坡度为43.7‰。火车渡轮“浦江号”船体于1960年8月31日竣工，12月3日试航。船身长108.95米，型宽13米，型深5.4米，最大吃水2.9米，最大排水量2,760吨；船上设置股道2条，左侧股道长102米，右侧股道长69米，可容纳重车12辆，载重860吨，净重530吨。

### 建成情况
铁路建设处于大跃进时期，由于物资质量不佳，工程质量低劣，该线在建设和使用过程中出现许多问题。由于该线浦东段所用的路轨是上海第三钢铁厂的试轧产品，质量较差，铁路在运营中钢轨普遍变形，顶部出现塌陷、裂缝，仅在1962年第一季度就更换钢轨20多根。轮渡栈桥基础的混凝土管桩也因施工不当，多根出现裂纹、断纹，发现后采取了补救措施，勉强维持使用。沿线的钢筋混凝土箱形桥有9座达不到设计的强度要求。翁家塘桥施工时中线偏移31厘米，被迫移动线路中线来将就，使之与桥梁勉强凑合。

### 线路拆除
该线建成后，运量不大。1962年上海第三钢铁厂因生产任务调整，产量下降，每天办理的物资仅有20车左右，轮渡仅开航两三次。1962年5月，该线全线封闭停用，该厂的物资运输改由上海南站办理。
线路停用后，沿线设备损毁严重，钢轨、道岔大部分遭锈蚀，浦东段尤甚；枕木大量朽坏，栈桥及附属设施腐蚀严重，线路和通讯设施大量被盗；部分路肩和边坡已被附近农民开垦种植作物。1964年及1965年，上海铁路局向上海市政府及铁道部申请拆除该线浦东段和轮渡栈桥及其附属设施，获批后，于1965年拆除。拆除的设备一部分用于抵扣拆除费用，一部分估价后转让给当地人民公社，所得款项上交铁道部。1966年，道砟被杜行人民公社无偿利用。浦东段路基后改建为济阳路和浦星公路的部分路段；上钢三厂厂区后来则成为上海世博园区的一部分。
1965年8月，该线的浦西段保留并改造为上粮七库专用线，连接上海市第七粮食仓库、上海市糖业烟酒公司吴泾仓库、上海吴泾冷库、上海市木材公司吴泾供应站和上海粮油进出口公司吴泾中转库、中国农业生产资料公司上海采购供应站储运经营部等单位。“浦江号”渡轮则于1969年调至杭州市，为钱塘江大桥备战用。

## 上钢三厂窄轨铁路
上钢三厂窄轨铁路自吴周支线周家渡站起，至黄浦江边的码头。线路用于钢厂物资的搬运，大多为并用轨道。由于上海轨道交通8号线周家渡站的建设，上南路以东至黄浦江码头段提前废止，剩余区段也在上海世博会前随着上钢三厂的拆除一并废止。

## 车站
- 淡水桥站
- 三林塘站（停建）
- 周家渡站